# Simcha Dinic
Simcha Dinic, hebrejsky: שמחה דיניץ‎, (23. června 1929 Tel Aviv – 23. září 2003 Jeruzalém) byl izraelský politik a diplomat. V letech 1969 až 1973 byl generálním ředitelem úřadu ministerského předsedy a politický poradce ministerské předsedkyně Goldy Meirové. Poté se stal izraelským velvyslancem ve Spojených státech a tento diplomatický post zastával až do roku 1979. V 80. letech byl poslancem Knesetu za sociálnědemokratickou stranu Ma'arach.
Dinic sehrál významnou roli v koordinaci transferu zbraní z USA do Izraele během jomkipurské války v roce 1973 a byl členem izraelské delegace během mírových jednání s Egyptem v Camp Davidu v roce 1978.
Ve volbách do Knesetu v roce 1984 byl zvolen poslancem za stranu Ma'arach a byl členem výboru pro zahraniční věci a obranu. Krátce před volbami v roce 1988 na svůj mandát rezignoval. Od roku 1986 do roku 1995 byl předsedou výkonného výboru Světové sionistické organizace a Židovské agentury. Za jeho působení emigroval do Izraele téměř milion Židů (tj. zhruba 7 % veškeré židovské populace na světě) ze zemí bývalého Sovětského svazu a dalších zemí. Nadto bylo v květnu 1991 v rámci operace Šalamoun letecky do Izraele přepraveno přes 14 tisíc etiopských Židů. Ze svých funkcí byl nucen odstoupit v roce 1995 po dvou obviněních z krádeže. O obou Dinic tvrdil, že se jedná o účetnické chyby. Po dlouhém soudním procesu byl zproštěn všech obvinění.
Diplomatické vzdělání získal na Edmund A. Walsh School of Foreign Service při Georgetown University ve Spojených státech, kde získal titul bakaláře a magistra.